# Pristimantis avius
Pristimantis avius es una especie de anfibio anuro de la familia Craugastoridae.

## Distribución geográfica y hábitat
Es endémica del Pico Tamacuari (Venezuela) y quizá en la zona adyacente de Brasil. Su rango altitudinal oscila entre 1160 y 1460 m s. n. m.. Su hábitat natural incluye montañas húmedas tropicales o subtropicales.